# 수선전도

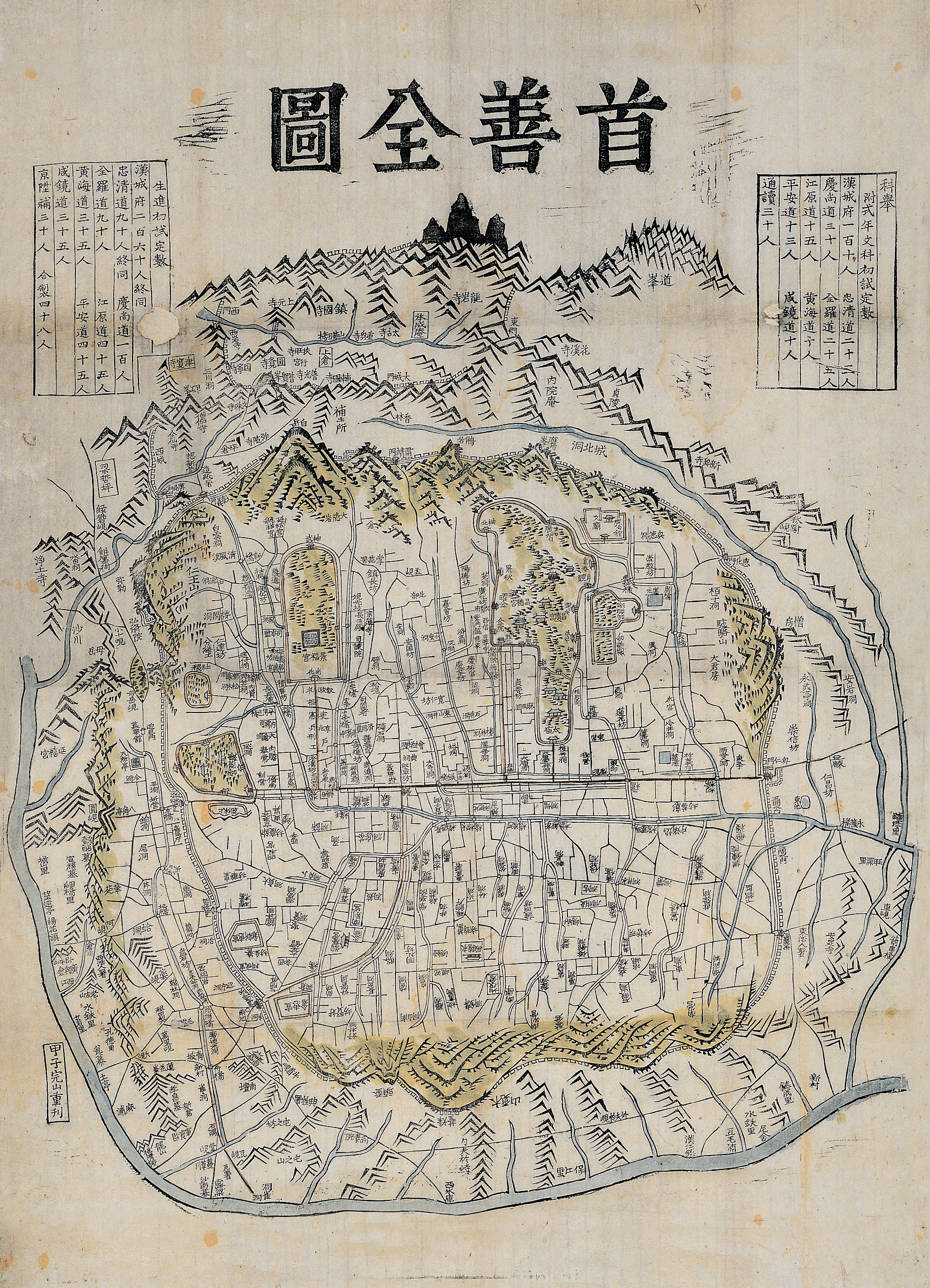
수선전도의 펜 필사본 (연세대학교 박물관 소장)

수선전도(首善全圖)는 김정호가 만든 한성부 성곽 안과 그 근처의 지도이다.
수선전도의 ‘수선’(首善)은 서울을 뜻한다. 사기 유림전의 ‘建首善自京師始(건수선자경사시)’, 즉 으뜸가는 선을 건설함은 서울에서 시작된다고 한데서 온 말이다. 이 지도는 지도의 내용·구도·필치로 보아 김정호의 청구도에 단독으로 들어가 있는 서울지도를 바탕으로 제작되었을 것으로 추정된다.
헌종 12년에서 15년까지 자하문 밖에 있던 총융청을 총위영으로 고쳐 부른 적이 있다. 이 지도에는 총신영으로 표기되어 있다. 그리고 1915년에 측도한 2만 5천분의 1 북한산 도폭에는 총융청이 위치하고 있던 세검정초등학교 자리에 신영리라고 표시하고 있다. 따라서 총위영을 총신영으로 불렀던 것이 확실하므로 이 지도는 ‘총신영'으로 부르던 헌종 12년에서 15년 사이에 제작되었을 것으로 추정된다.

## 관련 문화재

### 수선전도 목판 (보물 제853호)
수선전도 목판(首善全圖木板)는 순조 25년 경에 김정호가 직접 새겼다고 전해지는 수선전도의 목판이다.

### 수선전도 (서울특별시 유형문화재 제296호)
김정호의 수선전도를 기초로 펜으로 필사한 지도로, 1892년 경에 제작되었으며 미국인 선교사들이 사용했던 것으로 추정된다.
현전하는 한글본 한양지도가 희소하고, 구한말 한양의 지명을 구체적으로 알 수 있는 등, 지도학사적ㆍ어문학적으로 가치가 있으므로 2010년 2월 11일 서울특별시 유형문화재 제296호로 지정되었다.

## 참고자료
- 대한민국의 보물 제853호 - 수선전도 목판 - 국가유산청 국가유산포털
- 서울특별시 유형문화재 제296호 - 수선전도 - 국가유산청 국가유산포털

 본 문서에는 서울특별시에서 지식공유 프로젝트를 통해 퍼블릭 도메인으로 공개한 저작물을 기초로 작성된 내용이 포함되어 있습니다.